# Slag bij Arles (458)
De Slag bij Arles vond plaats in de omgeving van de Romeinse stad Arelate, het huidige Arles, tussen de legers van de West-Romeinse keizer Majorianus en de Visigotische koning Theodorik II.

## Aanloop
Na de moord op Flavius Aetius, de Romeinse opperbevelhebber van het leger in 454, verzwakte de macht van de Romeinen in het westelijk Rijk verder. Het Romeinse systeem in Gallië en Spanje verbrokkelde en Germaanse foederati als de Visigoten en de Bourgonden maakten aanstalten hun woongebieden uit te breiden ten koste van de Romeinen. Het regime van keizer Avitus die zwaar leunde op de steun van zijn Visigotische bondgenoot Theoderik II, wist nog enige soelaas te bieden, maar zijn dood in 456 leidde tot een nieuwe crisis. In het noorden van Gallië werden de steden Keulen en Trier ingenomen door de Franken en een Romeins leger onder Aegidius werd bij Arles ingesloten als de Visigoten in opstand komen.
Majorianus, die voordat hij keizer werd een veelbelovende generaal was uit het Romeinse leger, erfde een instortend imperium bestaande uit alleen Italië, Dalmatië, en een aantal gebroken gebieden in Spanje en Gallië. Het overige deel van het westelijk rijk was slechts in naam nog Romeins. Voortvarend kweet Majorianus zich van zijn taak om de Romeinse macht te herstellen. In eerste instantie richtte hij al zijn pijlen op de Visigoten, want de opkomende macht van de Visigoten zag hij als zijn grootste bedreiging.

## De slag
Met het tros van het Romeinse leger, aangevuld met loyale foederatien vergezeld van zijn generaals Aegidius en Nepotianus, trok Majorianus op richting de Visigotische koning en diens leger, die bij Arelate, aan de monding van de rivier de Rhodanus (Rhône) verbleef.De daaruit voortvloeiende slag was een overweldigende nederlaag voor de Goten. Het Romeinse leger was oppermachtig in de strijd en won de veldslag. De verslagen Visigoten sloegen na de nederlaag op de vlucht en koning Theodorik II ontkwam ternauwernood aan de dood.
In de daarop volgende vredesbesprekingen gaven de Visigoten hun vestigingen op in Spanje en keerden terug zij naar Septimania hun oorspronkelijk vestigingsgebied. Spanje kwam weer toe aan de Romeinen en de Visigoten werden teruggebracht tot de status van een federatie.

## Gevolgen
De overwinning op de Visigoten stelde Majorianus in staat in Gallië verder op te trekken tegen de Bourgonden, en later in Spanje tegen de Sueven.
Abrittus · Naissus · Moeresloel · Adrianopel · Frigidus · Pollentia · Verona · Florence · Arles (430) · Ravenna · Catalaunische Velden · Orléans · Urbicus · Kaap Bon · Bolia · Isonzo · Ulca · Verona  · Adda · Vouillé · Taginae · Arles (458)